# Martin Weitzman

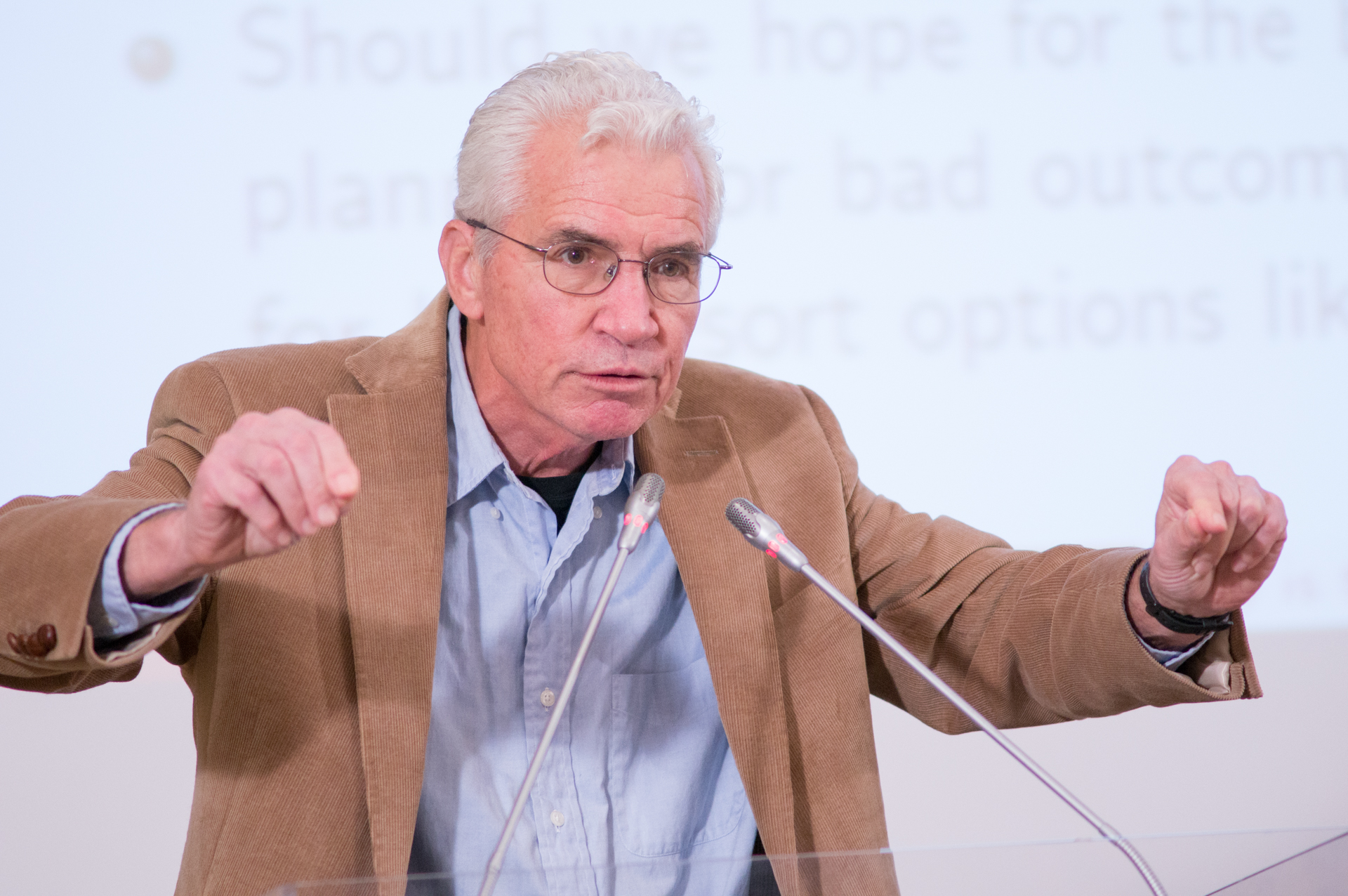
Martin Weitzman 2015

Martin Lawrence Weitzman (* 1. April 1942 in New York City; † 27. August 2019 in Newton (Massachusetts)) war ein US-amerikanischer Wirtschaftswissenschaftler und zuletzt Professor an der Harvard University.

## Leben
Weitzman wurde als Meyer Levinger geboren. Seine leibliche Mutter starb vor seinem ersten Geburtstag, sein Vater gab ihn daraufhin in ein Waisenhaus. Er wurde von Samuel und Fannie Weitzman adoptiert und bekam den neuen Namen Martin Lawrence Weitzman.
Weitzman erhielt 1963 einen B.A. in Mathematik und Physik vom Swarthmore College und ein Jahr später einen M.Sc. in Statistik und Operations Research von der Stanford University. Er promovierte 1967 am Massachusetts Institute of Technology (MIT) in Wirtschaftswissenschaften. Anschließend lehrte Weitzman Ökonomik an der Yale University. Von 1974 bis 1989 war er Professor am MIT, seit 1989 Professor an der Harvard University. 2018 wurde er offiziell emeritiert.
Am 27. August 2019 beging Weitzman Suizid.

## Forschung
In seiner wissenschaftlichen Karriere war Weitzman auf zahlreichen Forschungsfeldern aktiv; er arbeitete in der Regel allein. Er wurde vor allem durch seine zahlreichen Beiträge zur Umweltökonomik, insbesondere zu den wirtschaftlichen Folgen der globalen Erwärmung, bekannt. Auch prägte er den Begriff der Share Economy, mit dem er eine Beteiligung der Belegschaft an den Gewinnen eines Unternehmens meinte. 2018 wurde er als möglicher Träger des Alfred-Nobel-Gedächtnispreises für Wirtschaftswissenschaften gehandelt, den aber im Bereich der Klimaökonomik letztlich William Nordhaus erhielt.

### Umweltökonomik und -politik
Zu Beginn seiner Karriere beschäftigte sich Weitzman mit der Zentralplanwirtschaft und dem Vergleich von Wirtschaftssystemen. Sein bekannter und bahnbrechender Beitrag Prices vs. Quantities zum Vergleich von preis- und mengenbasierten Instrumenten der Umweltpolitik war ein Nebenprodukt dieser frühen Arbeiten. Mit diesem 1974 veröffentlichten Aufsatz begründete er in der Umweltökonomik die komparative Analyse marktorientierter Instrumente der Emissionsminderung.
In den 1990er Jahren wandte sich Weitzman erneut verstärkt der Umweltökonomik zu. Seine Arbeiten dieser Zeit befassten sich zunächst mit der Frage, wie sich „Diversität“ quantifizieren und bewerten lässt, und mit dem Gegenwartswert künftiger Umweltschäden (→ sozialen Diskontrate). Er zeigte, dass die Unsicherheit bezüglich künftiger Umweltschäden (bzw. allgemein bezüglich der künftigen Konsummöglichkeiten) bedeutet, dass die soziale Diskontrate hyperbolisch abnehmen sollte.

### Weitzman-Plan
Der Weitzman-Plan ist ein Plan zur Bekämpfung der Arbeitslosigkeit. Ansatzpunkt ist hierbei eine zu geringe Lohnflexibilität. Kern des Konzeptes ist die Aufspaltung des Arbeitnehmereinkommens in einen fixen (Tarifverhandlungen) und einen variablen Teil (Gewinnabhängigkeit). Die Veröffentlichung des Buchs Share Economy (1986), in dem Weitzman seine Idee präsentierte, führte zu einer regen Debatte, an der u. a. Lawrence Summers, William Nordhaus und James Tobin teilnahmen.

### Klimaökonomik
Im Zuge der wissenschaftlichen Debatte um den Stern-Report von 2006 entwickelte Weitzman ein neuartiges Konzept, das er The Economics of Catastrophic Climate Change nannte. Er baute auf die Erkenntnisse der Klimaforschung bezüglich der Klimasensitivität, einer entscheidenden Variable bei der Modellierung des Klimawandels, auf und argumentierte, dass das Risiko eines katastrophalen Klimawandels, wenn auch gering, nicht als vernachlässigbar angenommen werden kann. Dies führt in einem von Weitzman entwickelten Modell zu der Erkenntnis, dass eine Kosten-Nutzen-Analyse unabhängig von den anderen Parametern, allein aufgrund der Möglichkeit einer Klimakatastrophe immer zugunsten rapider Reduktionen von Treibhausgas-Emissionen ausfallen wird (Dismal Theorem).

## Auszeichnungen
- 1986 Mitglied der American Academy of Arts and Sciences
- 2011 Publication of Enduring Quality der Association of Environmental and Resource Economists (AERE) für seinen Aufsatz The Noah’s Arc Problem zu Fragen der Bewahrung von Biodiversität[8]
- 2011 Leontief-Preis (zusammen mit Nicholas Stern), für seine Pionierleistung und einflussreiche Arbeit zur Klimaökonomik[9]
- 2017 Wissenschaftsbuch des Jahres für Klimaschock (gemeinsam mit Gernot Wagner)

## Werke

### Aufsätze (Auswahl)
- Martin L. Weitzman: Prices vs. Quantities. In: The Review of Economic Studies. Band 41, Nr. 4, Oktober 1974, S. 477–491, doi:10.2307/2296698.
- Martin L. Weitzman: On Diversity. In: Quarterly Journal of Economics. Mai 1992, doi:10.2307/2118476.
- Martin L. Weitzman: On the ‘Environmental’ Discount Rate. In: Journal of Environmental Economics and Management. März 1994, doi:10.1006/jeem.1994.1012.
- Martin L. Weitzman: The Noah's Ark Problem. In: Econometrica. November 1998, doi:10.2307/2999617.
- Martin L. Weitzman: Gamma Discounting. In: American Economic Review. März 2001, doi:10.1257/aer.91.1.260.
- Martin L. Weitzman: On Modeling and Interpreting the Economics of Catastrophic Climate Change. In: Review of Economics and Statistics. Februar 2009, doi:10.1162/rest.91.1.1.
- Martin L. Weitzman: Fat Tails and the Social Cost of Carbon. In: American Economic Review. Mai 2014, doi:10.1257/aer.104.5.544.

### Monografien
- Martin Weitzman: The share economy. Conquering stagflation. Harvard University Press, Cambridge/Massachusetts 1984, ISBN 0-674-80582-8; deutsche Übersetzung: Das Beteiligungsmodell. Vollbeschäftigung durch flexible Löhne. Campus-Verlag, Frankfurt/Main 1987, ISBN 3-593-33847-5.
- Martin Weitzman: Income, wealth, and the maximum principle. Harvard University Press, Cambridge/Massachusetts 2003, ISBN 0-674-01044-2.
- Gernot Wagner und Martin Weitzman: Klimaschock – Die extremen wirtschaftlichen Konsequenzen des Klimawandels. Ueberreuter, Wien 2016, ISBN 978-3-8000-7649-9 (englisch: Climate Shock: The Economic Consequences of a Hotter Planet. Princeton 2015. Österreichisches Wissenschaftsbuch des Jahres 2017).[10]